# Heinrich B. Siedentopf
Heinrich Bernhard Siedentopf (* 1935) ist ein deutscher Klassischer Archäologe.
Siedentopf studierte in Tübingen Klassische Archäologie und wurde dort 1964 mit der Arbeit „Hellenistische Reiterstandbilder“ promoviert. 1965/66 erhielt er das Reisestipendium des Deutschen Archäologischen Instituts. Von 1966 bis 2004 war er als Redaktor für das Corpus Vasorum Antiquorum Deutschland bei der Bayerischen Akademie der Wissenschaften tätig. Er nahm an Ausgrabungen in Samos, Tiryns und Ägina teil.
Daneben trat er als Autor von Erzählungen sowie der Rekonstruktion altgriechischer Musik hervor.

## Veröffentlichungen
- Das hellenistische Reiterdenkmal, Stiftland-Verlag, Waldsassen 1968
- Frühhelladische Keramik auf der Unterburg von Tiryns, Tiryns Bd. 6, Eleutheroudakis, Athen 1973
- Mattbemalte Keramik der Mittleren Bronzezeit, Alt-Ägina Bd. 4, 2, Zabern, Mainz 1991, ISBN 3-8053-1241-5
- Corpus Vasorum Antiquorum Deutschland, Band 49. Nordrhein-Westfalen 1: Düsseldorf, Hetjens-Museum; Krefeld, Kaiser Wilhelm-Museum; Neuss, Clemens Sels-Museum, C. H. Beck, München 1982, ISBN 3-406-07649-1